# Urämischer Pruritus
Der urämische Pruritus (Pruritus uraemicus) ist ein häufig bis sehr häufig sich wiederholendes Jucken bei chronischer Nierenunterfunktion (chronischer Niereninsuffizienz) im fortgeschrittenen Stadium und auch bei 50–90 % aller Dialysepatienten. Er kann zu erheblichen Beeinträchtigungen rund um die Uhr führen. Der urämische Pruritus tritt bei Hämodialyse häufiger auf als bei Peritonealdialyse, ist häufiger bei Männern und bei höheren Harnstoffwerten.
In der internationalen Literatur wird der urämische Pruritus meist als Chronic Kidney Disease-Associated Pruritus (CKD-aP) bezeichnet.

## Allgemeine Hautveränderungen bei chronischem Nierenversagen
Fast 100 % aller Dialysepatienten leiden an mindestens einer Hauterkrankung. Viele Patienten mit chronischem Nierenversagen sind ebenfalls von Hautkrankheiten betroffen. Diese können zu einer erheblichen Beeinträchtigung der Lebensqualität und unter Umständen zu schweren Erkrankungen führen.
Veränderungen der Hautfarbe reichen von Blässe infolge von Blutarmut (Anämie) bis hin zu vermehrter Pigmentierung (Hyperpigmentierung). Auch die Nägel können verfärbt sein. Eine Verminderung von Talg- und Schweißdrüsen führt zu trockener Haut (Xerosis cutis, syn. Xerodermie). Häufig kommt es zu einer beschleunigten Alterung der Haut. Die feingewebliche Untersuchung von Gewebeproben zeigt eine Verdickung der Basalmembran der Hautgefäße, eine Aktivierung der Endothelzellen sowie Zeichen einer chronischen Entzündung.

## Pathogenese
Die Ursache ist nicht eindeutig geklärt. Direkte Folgen der Nierenerkrankung wie trockene Haut (Xerosis cutis), Blutarmut (Anämie), erhöhtes Parathormon (sekundärer Hyperparathyreoidismus), sowie erhöhte Serumspiegel von Aluminium und Magnesium können zu Juckreiz führen. Der Juckreiz kann aber auch Folge von Begleiterkrankungen sein wie Diabetes mellitus, Hepatitis, Schilddrüsenunterfunktion oder Arzneimittelunverträglichkeiten.
Bei chronischer Niereninsuffizienz ist in der Haut die Anzahl der Mastzellen erhöht. Diese setzen Histamin frei, das Nervenendigungen stimuliert, was vom Zentralnervensystem als Juckreiz wahrgenommen wird. Es besteht allerdings keine Beziehung zwischen Zahl der Mastzellen und Stärke des subjektiven Juckreizes.
Das Neuropeptid Substanz P ist bei chronischer Niereninsuffizienz erhöht. Substanz P stimuliert Opioidrezeptoren. Diese Stimulation kann als Juckreiz wahrgenommen werden.
Außerdem scheinen neuropathische Veränderungen, eine chronische Entzündung und eine Dysfunktion endogener Opioid-Rezeptoren eine Rolle zu spielen. Besonders wurde bei urämischem Pruritus eine erhöhte Aktivität der μ-Opioid-Rezeptoren und eine verminderte Aktivität der peripheren κ-Opioid-Rezeptoren gefunden. Durch eine Aktivierung der κ-Opioid-Rezeptoren kann die afferente Aktivität peripherer sensibler Nerven gehemmt und so die Schmerzweiterleitung vermindert werden.

## Diagnose
Der Juckreiz tritt meist während der Dialyse auf, kann aber auch zwischen den Dialysebehandlungen auftreten. Voraussetzung für die Diagnose sind regelmäßiges Auftreten oder mindestens drei Episoden innerhalb von zwei Wochen, die mehrere Minuten anhalten. Die körperliche Untersuchung zeigt Kratzspuren (Exkoriationen). Die Entnahme einer Hautprobe ist in der Regel nicht erforderlich.

## Differentialdiagnose
Bei chronischem Nierenversagen treten eine Vielzahl weiterer Hauterkrankungen auf:
- Erworbene perforierende Dermatose,
- Porphyria cutanea tarda,
- Urämisch-kalzifizierende Arteriolopathie (Calciphylaxie) und
- Nephrogene systemische Fibrose.

Erkrankungen, die zu chronischem Nierenversagen und zu Hautveränderungen führen können, sind
- Purpura Schönlein-Henoch,
- Kryoglobulinämie,
- Systemischer Lupus erythematodes und
- Cholesterinembolie-Syndrom.

## Therapie
Eine Heilung ist nur durch Nierentransplantation möglich. Durch Steigerung der Effektivität der Dialysebehandlung (Kt/V) kann eine Linderung erreicht werden.

### Topische Behandlung
Die topische Behandlung erfolgt durch Reinigung mit milden Seifen, harnstoffhaltigen Hautcremes mit hohem Feuchtigkeitsgehalt und ggf. Capsaicin-haltigen Arzneimittelzubereitungen.

### Physikalische Therapie
Phototherapie mit UV-B-Strahlung führt zu einer Linderung. Wirkmechanismus und Tumorrisiko bei Langzeitanwendung sind bislang nicht geklärt. Wegen des erhöhten Risikos, nach einer Nierentransplantation an Hautkrebs zu erkranken, sollte die Ultraviolett-Bestrahlung bei Dialysepatienten, die zur Nierentransplantation gemeldet sind, vorsichtig und sparsam eingesetzt werden.
Für einen lindernden Effekt durch Akupunktur liegen keine starken Belege vor.

### Operative Therapie
Bei Patienten mit Nebenschilddrüsenüberfunktion (sekundärem renalem Hyperparathyreoidismus) kann eine Entfernung der Nebenschilddrüsenkörperchen zu einer Besserung führen, wenn diese renale Folgekrankheit medikamentös nicht zu beherrschen ist.

### Systemische Behandlung
Zur systemischen Behandlung wurde eine Vielzahl von Arzneimitteln mit unterschiedlichem Erfolg eingesetzt.
- Der periphere κ-Opioidrezeptor-Agonist Difelikefalin zeigte 2020 in einer randomisierten kontrollierten Phase-III-Studie eine deutliche Verbesserung des Juckreizes bei 52 % gegen 31 % in der Placebo-Gruppe.[6] Difelikefalin wurde 2021 in den USA und im April 2022 in der EU zugelassen.
- Gamma-Linolensäure hemmt die Proliferation von Lymphozyten und die Produktion von Lymphokinen und scheint bei urämischem Pruritus wirksam zu sein. Enthalten in Nachtkerzenöl/Borretschöl-Präparaten.
- Thalidomid führte in einer randomisierten Studie bei 55 % der Patienten zu einer Besserung. Eine Anwendung bei Frauen im gebärfähigen Alter ist kontraindiziert. Zudem ist das Risiko einer Thrombose vermehrt.
- Der κ-Opioidrezeptor-Agonisten Nalfurafin ist in Japan zugelassen zur Behandlung des urämischen Pruritus,[7] ein Zulassungsantrag in der EU scheiterte 2014, da die Behörde die Wirksamkeit als nicht ausreichend belegt sah.[8]
- Antihistaminika sind nur eingeschränkt wirksam und können als Nebenwirkung zu Sedierung führen.[4]
- Aktivkohle soll Juckreiz auslösende Substanzen im Darm binden, muss allerdings in hoher Dosis angewendet werden und wird schlecht vertragen.
- Die Wirksamkeit des Antidementivums Nicergolin bei urämischem Pruritus ist bislang nicht abschließend geklärt.
- Die Wirksamkeit von Colestyramin ist ungewiss.
- Der Opioidantagonist Naltrexon zeigte in kleinen Studien eine gewisse Wirksamkeit, die in einer Doppelblindstudie aber nicht erhärtet werden konnte.
- Auch Gabapentin und Pregabalin, die zur Behandlung neuropathischer Schmerzen zugelassen sind, sind manchmal nützlich.[4]